# 2. etape af Giro d'Italia 2019
2. etape af Giro d'Italia 2019 gik fra Bologna til Fucecchio 12. maj 2019. 
Pascal Ackermann vandt etapen.

## Resultater

### Etaperesultat
| \| Etaperesultat \| Etaperesultat \| Etaperesultat \| Etaperesultat \| Etaperesultat \| \| Rytter \| Rytter \| Hold \| Tid \| \| \| ------------- \| -------------------- \| ---------------------- \| ------------- \| ------------- \| \| 1. \| Pascal Ackermann \| Bora-Hansgrohe \| 4t 44' 43" \| \| \| 2. \| Elia Viviani \| Deceuninck-Quick Step \| + 0" \| \| \| 3. \| Caleb Ewan \| Lotto-Soudal \| + 0" \| \| \| 4. \| Fernando Gaviria \| UAE Team Emirates \| + 0" \| \| \| 5. \| Arnaud Démare \| Groupama-FDJ \| + 0" \| \| \| 6. \| Davide Cimolai \| Israel Cycling Academy \| + 0" \| \| \| 7. \| Vjatjeslav Kuznetsov \| Katusha-Alpecin \| + 0" \| \| \| 8. \| Jasper De Buyst \| Lotto-Soudal \| + 0" \| \| \| 9. \| Kristian Sbaragli \| Israel Cycling Academy \| + 0" \| \| \| 10. \| Rüdiger Selig \| Bora-Hansgrohe \| + 0" \| \| |                      |                        |            |
| |                      |                        |            |
| Kilde: ProCyclingStats |                      |                        |            |
| Etaperesultat |                      |                        |            |
| Rytter | Rytter               | Hold                   | Tid        |
| 1. | Pascal Ackermann     | Bora-Hansgrohe         | 4t 44' 43" |
| 2. | Elia Viviani         | Deceuninck-Quick Step  | + 0"       |
| 3. | Caleb Ewan           | Lotto-Soudal           | + 0"       |
| 4. | Fernando Gaviria     | UAE Team Emirates      | + 0"       |
| 5. | Arnaud Démare        | Groupama-FDJ           | + 0"       |
| 6. | Davide Cimolai       | Israel Cycling Academy | + 0"       |
| 7. | Vjatjeslav Kuznetsov | Katusha-Alpecin        | + 0"       |
| 8. | Jasper De Buyst      | Lotto-Soudal           | + 0"       |
| 9. | Kristian Sbaragli    | Israel Cycling Academy | + 0"       |
| 10. | Rüdiger Selig        | Bora-Hansgrohe         | + 0"       |

## Klassementerne efter etapen

### Samlede stilling
| \| Samlede stilling \| Samlede stilling \| Samlede stilling \| Samlede stilling \| Samlede stilling \| \| Rytter \| Rytter \| Hold \| Tid \| \| \| ---------------- \| ------------------ \| ---------------- \| ---------------- \| ---------------- \| \| 1. \| Primož Roglič \| Team Jumbo-Visma \| 4t 57' 42" \| \| \| 2. \| Simon Yates \| Mitchelton-Scott \| + 19" \| \| \| 3. \| Vincenzo Nibali \| Bahrain-Merida \| + 23" \| \| \| 4. \| Miguel Ángel López \| Astana \| + 28" \| \| \| 5. \| Tom Dumoulin \| Team Sunweb \| + 28" \| \| \| 6. \| Rafał Majka \| Bora-Hansgrohe \| + 33" \| \| \| 7. \| Tao Geoghegan Hart \| Team Ineos \| + 35" \| \| \| 8. \| Bauke Mollema \| Trek-Segafredo \| + 39" \| \| \| 9. \| Damiano Caruso \| Bahrain-Merida \| + 40" \| \| \| 10. \| Pello Bilbao \| Astana \| + 42" \| \| |                    |                  |            |
| |                    |                  |            |
| Kilde: ProCyclingStats |                    |                  |            |
| Samlede stilling |                    |                  |            |
| Rytter | Rytter             | Hold             | Tid        |
| 1. | Primož Roglič      | Team Jumbo-Visma | 4t 57' 42" |
| 2. | Simon Yates        | Mitchelton-Scott | + 19"      |
| 3. | Vincenzo Nibali    | Bahrain-Merida   | + 23"      |
| 4. | Miguel Ángel López | Astana           | + 28"      |
| 5. | Tom Dumoulin       | Team Sunweb      | + 28"      |
| 6. | Rafał Majka        | Bora-Hansgrohe   | + 33"      |
| 7. | Tao Geoghegan Hart | Team Ineos       | + 35"      |
| 8. | Bauke Mollema      | Trek-Segafredo   | + 39"      |
| 9. | Damiano Caruso     | Bahrain-Merida   | + 40"      |
| 10. | Pello Bilbao       | Astana           | + 42"      |

| Pointkonkurrence | Pointkonkurrence   | Pointkonkurrence            | Pointkonkurrence | Pointkonkurrence |
| Rytter           | Rytter             | Hold                        | Point            |                  |
| ---------------- | ------------------ | --------------------------- | ---------------- | ---------------- |
| 1.               | Pascal Ackermann   | Bora-Hansgrohe              | 25 point         |                  |
| 2.               | Elia Viviani       | Deceuninck-Quick Step       | 18 point         |                  |
| 3.               | Primož Roglič      | Team Jumbo-Visma            | 15 point         |                  |
| 4.               | Marco Frapporti    | Androni Giocattoli-Sidermec | 12 point         |                  |
| 5.               | Simon Yates        | Mitchelton-Scott            | 12 point         |                  |
| 6.               | Caleb Ewan         | Lotto-Soudal                | 12 point         |                  |
| 7.               | Vincenzo Nibali    | Bahrain-Merida              | 9 point          |                  |
| 8.               | Damiano Cima       | Nippo-Vini Fantini-Faizanè  | 8 point          |                  |
| 9.               | Fernando Gaviria   | UAE Team Emirates           | 8 point          |                  |
| 10.              | Miguel Ángel López | Astana                      | 7 point          |                  |

| Pointkonkurrence | Pointkonkurrence   | Pointkonkurrence            | Pointkonkurrence | Pointkonkurrence |
| Rytter           | Rytter             | Hold                        | Point            |                  |
| ---------------- | ------------------ | --------------------------- | ---------------- | ---------------- |
| 1.               | Pascal Ackermann   | Bora-Hansgrohe              | 25 point         |                  |
| 2.               | Elia Viviani       | Deceuninck-Quick Step       | 18 point         |                  |
| 3.               | Primož Roglič      | Team Jumbo-Visma            | 15 point         |                  |
| 4.               | Marco Frapporti    | Androni Giocattoli-Sidermec | 12 point         |                  |
| 5.               | Simon Yates        | Mitchelton-Scott            | 12 point         |                  |
| 6.               | Caleb Ewan         | Lotto-Soudal                | 12 point         |                  |
| 7.               | Vincenzo Nibali    | Bahrain-Merida              | 9 point          |                  |
| 8.               | Damiano Cima       | Nippo-Vini Fantini-Faizanè  | 8 point          |                  |
| 9.               | Fernando Gaviria   | UAE Team Emirates           | 8 point          |                  |
| 10.              | Miguel Ángel López | Astana                      | 7 point          |                  |

| Bjergkonkurrence | Bjergkonkurrence | Bjergkonkurrence            | Bjergkonkurrence | Bjergkonkurrence |
| Rytter           | Rytter           | Hold                        | Point            |                  |
| ---------------- | ---------------- | --------------------------- | ---------------- | ---------------- |
| 1.               | Giulio Ciccone   | Trek-Segafredo              | 21 point         |                  |
| 2.               | François Bidard  | AG2R La Mondiale            | 6 point          |                  |
| 3.               | Primož Roglič    | Team Jumbo-Visma            | 4 point          |                  |
| 4.               | Łukasz Owsian    | CCC Team                    | 3 point          |                  |
| 5.               | Simon Yates      | Mitchelton-Scott            | 2 point          |                  |
| 6.               | Rafał Majka      | Bora-Hansgrohe              | 1 point          |                  |
| 7.               | Marco Frapporti  | Androni Giocattoli-Sidermec | 1 point          |                  |

| Bjergkonkurrence | Bjergkonkurrence | Bjergkonkurrence            | Bjergkonkurrence | Bjergkonkurrence |
| Rytter           | Rytter           | Hold                        | Point            |                  |
| ---------------- | ---------------- | --------------------------- | ---------------- | ---------------- |
| 1.               | Giulio Ciccone   | Trek-Segafredo              | 21 point         |                  |
| 2.               | François Bidard  | AG2R La Mondiale            | 6 point          |                  |
| 3.               | Primož Roglič    | Team Jumbo-Visma            | 4 point          |                  |
| 4.               | Łukasz Owsian    | CCC Team                    | 3 point          |                  |
| 5.               | Simon Yates      | Mitchelton-Scott            | 2 point          |                  |
| 6.               | Rafał Majka      | Bora-Hansgrohe              | 1 point          |                  |
| 7.               | Marco Frapporti  | Androni Giocattoli-Sidermec | 1 point          |                  |

| Ungdomskonkurrence | Ungdomskonkurrence | Ungdomskonkurrence    | Ungdomskonkurrence | Ungdomskonkurrence |
| Rytter             | Rytter             | Hold                  | Tid                |                    |
| ------------------ | ------------------ | --------------------- | ------------------ | ------------------ |
| 1.                 | Miguel Ángel López | Astana                | 4t 58' 10"         |                    |
| 2.                 | Tao Geoghegan Hart | Team Ineos            | + 7"               |                    |
| 3.                 | Hugh Carthy        | EF Education First    | + 19"              |                    |
| 4.                 | James Knox         | Deceuninck-Quick Step | + 29"              |                    |
| 5.                 | Pavel Sivakov      | Team Ineos            | + 33"              |                    |
| 6.                 | Ben O'Connor       | Dimension Data        | + 44"              |                    |
| 7.                 | Robert Power       | Team Sunweb           | + 45"              |                    |
| 8.                 | Eddie Dunbar       | Team Ineos            | + 46"              |                    |
| 9.                 | Jai Hindley        | Team Sunweb           | + 1' 03"           |                    |
| 10.                | Nicola Conci       | Trek-Segafredo        | + 1' 04"           |                    |

| Ungdomskonkurrence | Ungdomskonkurrence | Ungdomskonkurrence    | Ungdomskonkurrence | Ungdomskonkurrence |
| Rytter             | Rytter             | Hold                  | Tid                |                    |
| ------------------ | ------------------ | --------------------- | ------------------ | ------------------ |
| 1.                 | Miguel Ángel López | Astana                | 4t 58' 10"         |                    |
| 2.                 | Tao Geoghegan Hart | Team Ineos            | + 7"               |                    |
| 3.                 | Hugh Carthy        | EF Education First    | + 19"              |                    |
| 4.                 | James Knox         | Deceuninck-Quick Step | + 29"              |                    |
| 5.                 | Pavel Sivakov      | Team Ineos            | + 33"              |                    |
| 6.                 | Ben O'Connor       | Dimension Data        | + 44"              |                    |
| 7.                 | Robert Power       | Team Sunweb           | + 45"              |                    |
| 8.                 | Eddie Dunbar       | Team Ineos            | + 46"              |                    |
| 9.                 | Jai Hindley        | Team Sunweb           | + 1' 03"           |                    |
| 10.                | Nicola Conci       | Trek-Segafredo        | + 1' 04"           |                    |

| Holdkonkurrence | Holdkonkurrence       | Holdkonkurrence | Holdkonkurrence |
| Hold            | Hold                  | Tid             |                 |
| --------------- | --------------------- | --------------- | --------------- |
| 1.              | Team Jumbo-Visma      | 14t 54' 47"     |                 |
| 2.              | Bahrain-Merida        | + 15"           |                 |
| 3.              | Astana                | + 28"           |                 |
| 4.              | Mitchelton-Scott      | + 36"           |                 |
| 5.              | Bora-hansgrohe        | + 41"           |                 |
| 6.              | Team Sunweb           | + 54"           |                 |
| 7.              | Deceuninck-Quick Step | + 1' 01"        |                 |
| 8.              | EF Education First    | + 1' 06"        |                 |
| 9.              | Ineos                 | + 1' 09"        |                 |
| 10.             | UAE Team Emirates     | + 1' 16"        |                 |

| Holdkonkurrence | Holdkonkurrence       | Holdkonkurrence | Holdkonkurrence |
| Hold            | Hold                  | Tid             |                 |
| --------------- | --------------------- | --------------- | --------------- |
| 1.              | Team Jumbo-Visma      | 14t 54' 47"     |                 |
| 2.              | Bahrain-Merida        | + 15"           |                 |
| 3.              | Astana                | + 28"           |                 |
| 4.              | Mitchelton-Scott      | + 36"           |                 |
| 5.              | Bora-hansgrohe        | + 41"           |                 |
| 6.              | Team Sunweb           | + 54"           |                 |
| 7.              | Deceuninck-Quick Step | + 1' 01"        |                 |
| 8.              | EF Education First    | + 1' 06"        |                 |
| 9.              | Ineos                 | + 1' 09"        |                 |
| 10.             | UAE Team Emirates     | + 1' 16"        |                 |